# Ostroglež
Ostroglež (znanstveno ime Calcarius lapponicus) je ptica pevka iz družine Calcariidae.
Gnezdi na visokem severu Evrope, Azije in Amerike. Je selivka, prezimuje v ruskih stepah, v južnih ZDA, v Skandinaviji in Veliki Britaniji.

## Taksonomija
Ptice iz družine Calcariidae so bile prej umeščene v družino strnadi (Emberizidae).

## Podvrste
Priznanih je pet podvrst:
- C. l. subcalcaratus (Brehm, CL, 1826) – severna Kanada in Grinlandija
- C. l. lapponicus (Linnaeus, 1758) – severna Evropa in severna Azija
- C. l. kamtschaticus Portenko, 1937 – severovzhodna Sibirija
- C. l. alascensis Ridgway, 1898 – vzhodna Sibirija, Aljaska in severozahodna Kanada
- C. l. coloratus Ridgway, 1898 – Komandantovi otoki